# William Huntington

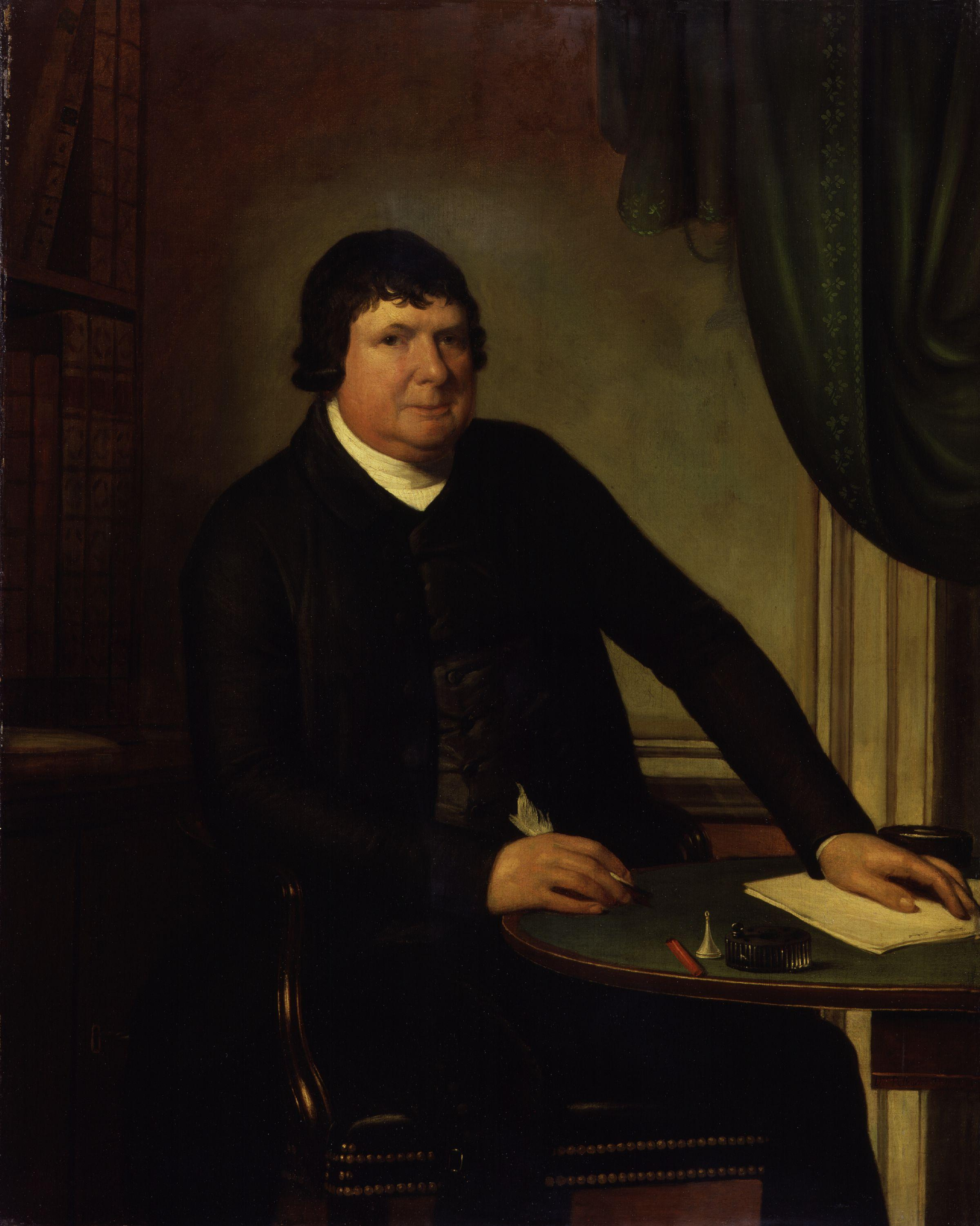
William Huntington

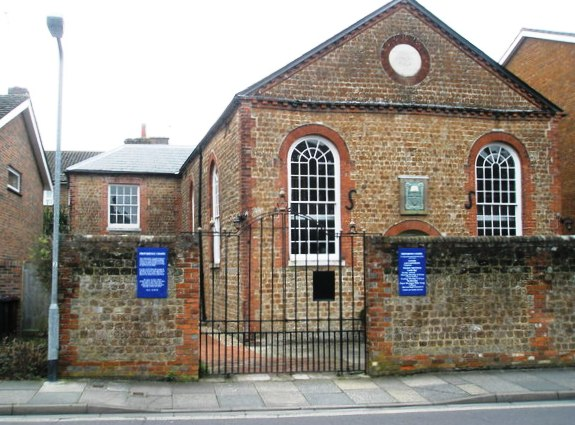
De Providence Chapel in Chichester

William Huntington (Cranbrook, 2 februari 1745 – 1 juli 1813) was een Brits predikant.
Zijn ouders leefden in grote armoede, van de tien kinderen die zijn ouders kregen, stierven er vier op jonge leeftijd. Alleen William en vijf zussen groeiden op tot de volwassen leeftijd. Huntington werd kolensjouwer van beroep.
Vanaf 1773 gaat hij regelmatig voor als predikant in Sunbury-on-Thames en in 1782 wordt hij predikant in een gemeente in Londen. De ongeletterde Huntington was een vreemde eend in Londen. Zijn manier van preken riep veel weerstand op. Huntington nam geen blad voor de mond. 
Hij besteedde in zijn preken veel aandacht aan drankmisbruik en vloeken en dat werd hem niet altijd in dank afgenomen. Zijn prediking was direct, op indringende wijze legde hij het woord van God uit. Dit trok veel mensen naar zijn prediking. Tijdens deze periode worden onder zijn leiding diverse chapels geopend in de omgeving van Londen, waaronder de Providence Chapel in Chichester. Op 9 juni 1813 preekte Huntington voor het laatst en op 1 juli van dat jaar overleed hij op achtenzestigjarige leeftijd. Tijdens een van zijn laatste preken zei hij: U zult de kolensjouwer niet lang meer bij u hebben en als ik zal zijn heengegaan zal er geen ander in mijn plaats komen. Hij was ervan overtuigd dat na zijn dood zijn gemeente uiteen zou vallen. Helaas zijn die woorden in vervulling gegaan.

## Trivia
- In Londen reed Huntington van zijn woning naar zijn kerkgebouw met een koets waarop zijn naam stond met daarachter de letters S.S.. Tal van Londense predikanten hadden achter hun naam D.D. staan. In Engeland is dat de aanduiding voor doctor in de theologie. S.S. was de afkorting voor "Saved Sinner" (geredde zondaar).
- Binnen de bevindelijk gereformeerde kerken in Nederland staat Huntington bekend als zogenaamde Oudvader.

## Boeken
- The Kingdom of Heaven Taken by Prayer (Het Koninkrijk der hemelen ingenomen door gebed). 1784.
- Epistles of Faith. 1785.
- God the Guardian of the Poor and the Bank of Faith. 1785.
- Living Testimonies. 1794.
- The Naked Bow, ook wel genoemd A Visible Display of the Judgments of God on the Enemies of Truth. 1794.
- Correspondence between Noctua Aurita and Philomela. 1799.
- Living Testimonies. 1806.
- The substance of the last or farewell sermon of the late Reverend William Huntington, SS. 1813.
- The Sinner Saved: a memoir of the Rev. William Huntington. 1813.
- Gleanings of the Vintage. 1814.
- Posthumous Letters. 1815.

- Bibliothèque nationale de France: cb145876148 (data)
- Gemeinsame Normdatei: 119482398
- International Standard Name Identifier: 0000 0000 2820 0208
- Library of Congress Control Number: n85024951
- Nederlandse Thesaurus van Auteursnamen: 069621365
- SNAC: w6fv0bmp
- Virtual International Authority File: 13119025
- WorldCat: E39PBJy48HrWF9yWTqx8vP4g8C